# Galaxolide
Galaxolide è il nome commerciale di un muschio policiclico sintetico caratterizzato da un distinto odore legnoso floreale muschiato dolce. È una delle fragranze più utilizzate industrialmente per aggiungere un odore muschiato a saponi, detergenti, cosmetici e profumi. Il composto è in realtà una miscela di sostanze: il componente principale (74-76%) è il 1,3,4,6,7,8-esaidro-4,6,6,7,8,8-esametilindeno[5,6-c]pirano.

## Proprietà
Il galaxolide è un liquido incolore viscoso di odore muschiato. Per renderlo meno viscoso e facilitarne l'utilizzo viene diluito con solventi come il dietilftalato e il benzoato di benzile. Il galaxolide è una miscela di sostanze, dove il componente principale (74-76%) è il 1,3,4,6,7,8-esaidro-4,6,6,7,8,8-esametilindeno[5,6-c]pirano. Questo composto contiene due centri chirali negli atomi di carbonio 4 e 7, e sono quindi possibili i quattro isomeri (4R,7R), (4R,7S), (4S,7S) e (4S,7R), raffigurati in figura. È stato dimostrato che le forme (4S,7R) e (4S,7S) sono le principali responsabili dell'odore muschiato, con soglie olfattive molto basse di 1 ng/L o meno.

Forma (4S,7R)
Forma (4R,7S)
Forma (4R,7R)
Forma (4S,7S)

## Sintesi
Il galaxolide è stato sintetizzato per la prima volta negli anni 60 del secolo scorso alla International Flavors and Fragrances da L. G. Heeringa e M. G. J. Beets. La sintesi viene effettuata come schematizzato in figura.

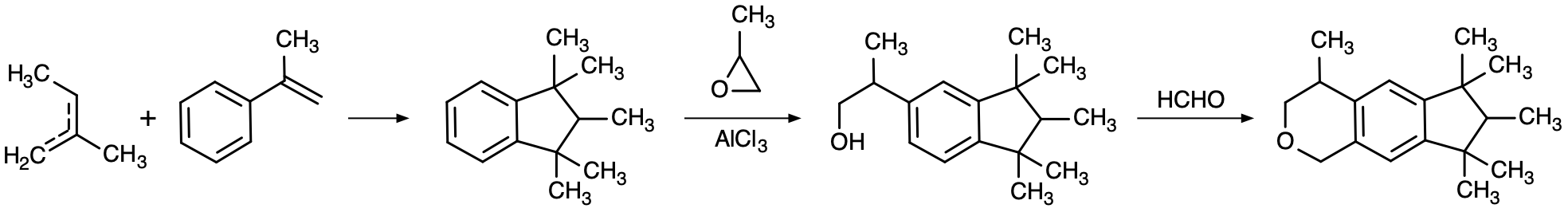
Schema di sintesi del galaxolide.

## Uso
Sin dalla sua introduzione il galaxolide è ampiamente impiegato in detergenti, ammorbidenti e profumi. Il mercato del galaxolide ha raggiunto le migliaia di tonnellate all'inizio degli anni 2000, ed è in continua crescita. È uno dei componenti di famosi profumi come Paris (Yves Saint Laurent, 1983), Ysatis (Givenchy, 1984), Poison (Dior, 1985), Obsession (Calvin Klein, 1985), Dune (Dior, 1991), Pure Musc (Narciso Rodriguez, 2003).

## Tossicità / Indicazioni di sicurezza
L'1,3,4,6,7,8-esaidro-4,6,6,7,8,8-esametilindeno[5,6-c]pirano è stato approvato dall'UE nel 2022 ai sensi del regolamento (CE) n. 1907/2006 (REACH) ed è stato incluso nel Community Rolling Action Plan (CoRAP). A tal scopo vengono rivalutati gli effetti della sostanza sulla salute umana e sull'ambiente e, se necessario, vengono avviate misure successive. Il 1,3,4,6,7,8-esaidro-4,6,6,7,8,8-esametilindeno[5,6-c]pirano è stato incluso in questo piano per preoccupazioni riguardanti l'uso da parte dei consumatori e l'esposizione ambientale, nonché per pericoli derivanti da una possibile assegnazione al gruppo delle sostanze inquinanti persistenti o che possono dare bioaccumulo. La rivalutazione è in corso dal 2022 ed è effettuata dalla Francia.